# Herminia Rudersdorff
Herminia Rudersdorff (Ivanowsky, Ucraïna, 12 de desembre de 1822 - Boston, EUA, 22 de febrer de 1882) fou una soprano russa.
Era filla del distingit violinista Josef Rudersdorff, va ser deixebla de Bordogni, a París i de Micherout a Milà. El seu primer gran èxit va ser, quan en l'estrena de "Lobgesang" de Mendelssohn en 1840 a Leipzig, va cantar el sol de soprano. El 1841 va fer el seu debut de l'etapa en la "Hoftheater von Karlsruhe". En els anys següents ella es dedicava a Frankfurt del Main (1842-1844), Mannheim (1844-1846), Breslau (1846-1848), Dresden (1848-1850) i Berlín (1851-1854). En 1854 va continuar la seva carrera a Londres en el teatre de Drury Lane, l'òpera italiana real i el teatre de St. James. En 1871-1872 va actuar amb gran èxit als Estats Units al Festival de Boston. A Boston es va instal·lar com a professora de cant; foren alumnes seves ben coneguts la majoria, Lilian Henschel-Bailey i Emma Cecilia Thursby.
Malgrat que el teatre li oferia un esplèndid esdevenidor, perquè era una de les millors sopranos de la seva època, es retirà molt aviat,dedicant-se als concerts i l'oratori, on durant uns anys ocupà un lloc preeminent. Entusiasta de la música popular espanyola, donà conèixer a l'estranger les cançons d'Iradier.